# Bellegra
Bellegra ist eine italienische Gemeinde in der Metropolitanstadt Rom in der Region Latium mit 2626 Einwohnern (Stand 31. Dezember 2023). Sie liegt 60 km östlich von Rom. Bis 1880 hieß sie Civitella.

## Geographie

Lage von Bellegra in der Provinz Rom

Bellegra liegt 60 km östlich von Rom und 54 km nordwestlich von Frosinone. Das historische Ortszentrum erstreckt sich auf einem Bergrücken der Monti Prenestini. Von hier hat man eine weite Sicht ins Tal des Sacco und zu den gegenüberliegenden Monti Lepini. Das Gemeindegebiet erstreckt sich über eine Höhe von 260 bis 815 m s.l.m.
Bellegra ist Mitglied der Comunità Montana Valle dell’Aniene.
Die Gemeinde liegt in der Erdbebenzone 2 (mittel gefährdet).
Die Nachbargemeinden sind im Uhrzeigersinn: Olevano Romano, San Vito Romano, Pisoniano, Gerano, Rocca Santo Stefano, Affile und Roiate.

### Verkehr
- Bellegra liegt 22 km von der Auffahrt Colleferro auf die Autobahn A1  Autostrada del Sole entfernt.
- Es liegt 10 km von der SS 155 Via Prenestina entfernt, die von Rom nach Frosinone führt.
- Der nächste Bahnhof an der Regionalbahnstrecke FR6 Rom-Cassino liegt in 21 km Entfernung in Valmontone.

## Geschichte

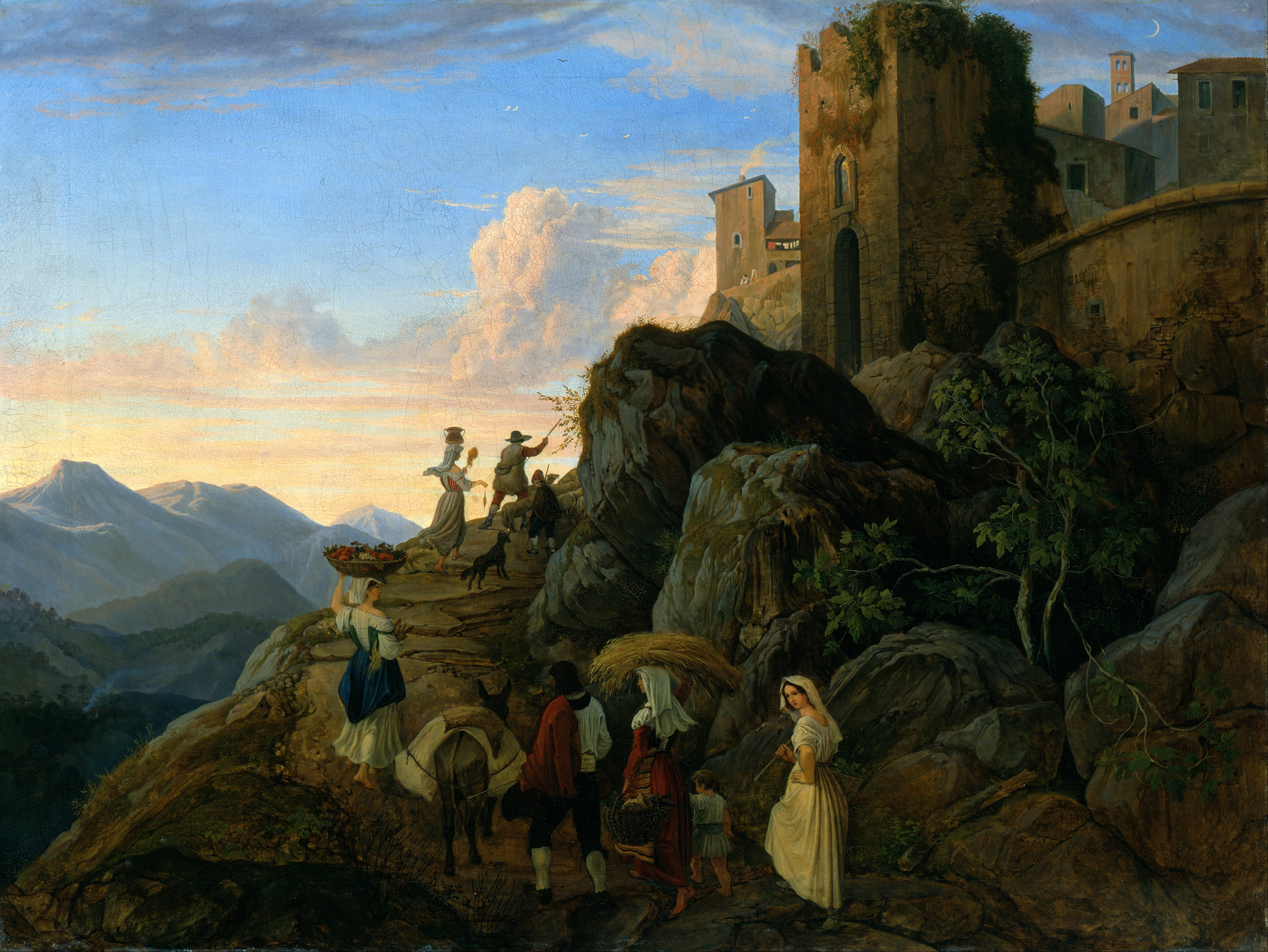
Civitella (Der Abend) – Ludwig Richter

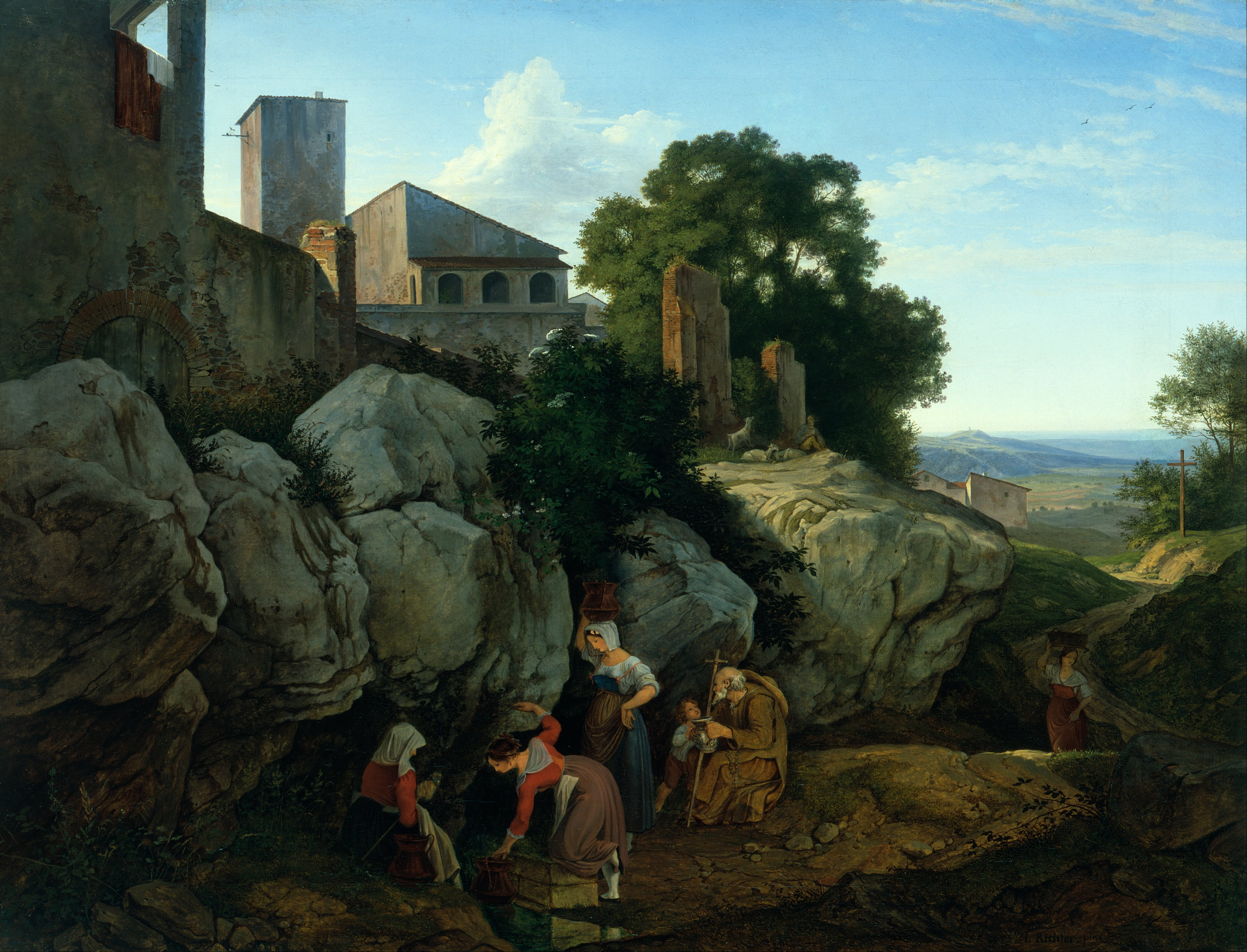
Civitella (Der Morgen)

Vermutlich ist der Ort mit dem antiken, bei Livius erwähnten Vitellia, identisch, den die Aequer. Aus dieser Zeit stammen noch Verteidigungsanlagen aus Zyklopenmauerwerk.
Aus dem lateinischen Namen Civitas Vitellia entwickelte sich im Mittelalter der Name Civitella San Sisto, nach dem Ortsheiligen San Sisto. 967 bestätigte Kaiser Otto I. Civitella als Besitz der Abtei Subiaco. Der Ort wurde in daher in der Regel Civitella di Subiaco oder nach dem Nachbarort Civitella di Olevano genannt. 1880 änderte die Gemeinde den Namen in Bellegra, um Verwechslungen mit gleichnamigen Gemeinden zu vermeiden.
Im 19. Jahrhundert waren Civitella und Olevano Ziele von Malern der Romantik, darunter Ludwig Richter und Friedrich Ludwig von Maydell.

## Bevölkerungsentwicklung
| Jahr      | 1871 | 1901 | 1921 | 1936 | 1951 | 1971 | 1991 | 2001 |
| --------- | ---- | ---- | ---- | ---- | ---- | ---- | ---- | ---- |
| Einwohner | 1831 | 2264 | 2628 | 3157 | 3584 | 3059 | 3134 | 3029 |

Quelle: ISTAT

## Politik
Domenico Moselli (PD) wurde im Mai 2011 zum Bürgermeister gewählt.
Er löste Mario Sisto Ferrante (2006–2011) ab, der nicht mehr kandidierte. Seit dem 22. Juni 2016 ist Flavio Cera (Lista Civica: Sviluppiamo Bellegra) als Bürgermeister im Amt.